# Die Banshi von Bunworth

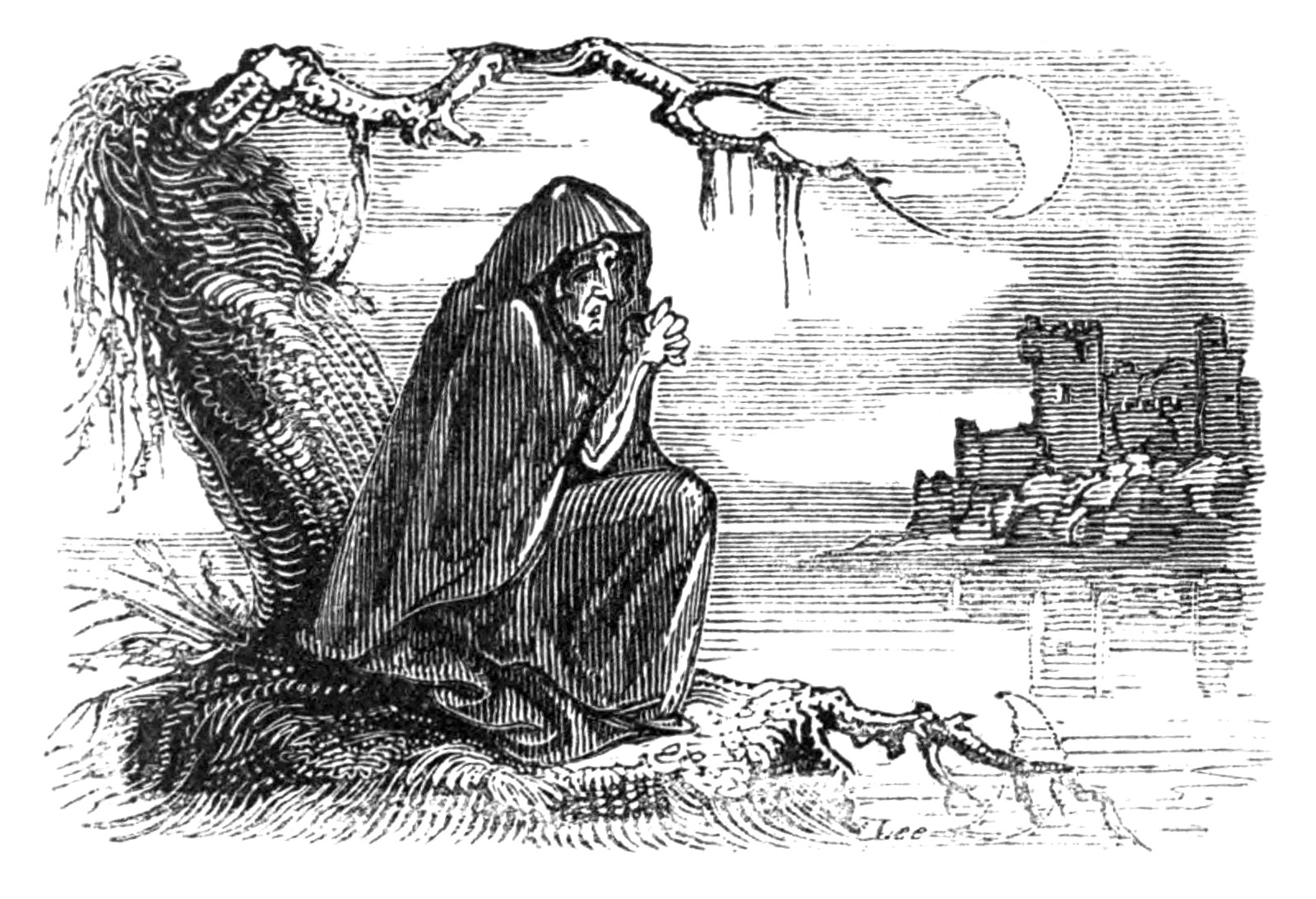
Die Banshi von Bunworth, Illustration in Thomas Crofton Crokers Fairy Legends and Traditions of the South of Ireland (1825)

Die Banshi von Bunworth ist ein Märchen. Es ist in den Irischen Elfenmärchen der Brüder Grimm an Stelle 17 enthalten, die sie 1825 aus Fairy legends and traditions of the South of Ireland von Thomas Crofton Croker übersetzten.

## Inhalt
Carl Bunworth, Pfarrer zu Buttevant in Cork, ist für seine Hilfsbereitschaft bekannt, besonders bei umherziehenden Harfespielern. Der Hirte Kavanagh bringt aus Mallow Arzneien für den, wie man meint, harmlos Erkrankten. Er erzählt verstört, wie eine Banshi neben seinem Weg schreiend und händeklatschend herging. Bunworths Tochter gibt wenig darauf, aber verlangt, es keinem zu erzählen. Eine Woche später hören viele Leute die Banshi vor dem Fenster des Kranken. Die aber hinausgehen und suchen, hören inzwischen nichts. Morgens stirbt er.

## Anmerkung
Nach Grimm gibt es Aufzeichnungen über Carl Bunworth, der wirklich lebte und von dem sich noch eine geschenkte Harfe im Familienbesitz befand, in S. Ryans Worthies of Ireland I. 228 und über den Trauergesang (keening) der Banshi in dem vierten Bande der Verhandlungen der königl. irischen Academie.